# ورزشگاه یان برایدل
ورزشگاه یان برایدل یک ورزشگاه در شهر بروخه در کشور بلژیک می‌باشد که چمن طبیعی دارد. این ورزشگاه میزبان بازی‌های خانگی تیم‌های کلوب بروژ و سرکل بروژ می‌باشد.